# 伊万·德尔萨特
伊万·莫里斯·路易·德尔萨特（法語：Yvan Maurice Louis Delsarte，1929年5月31日—2019年6月11日），生于桑布尔河畔蒙蒂尼，比利时前男子篮球运动员。他曾代表比利时国家队参加1952年夏季奥林匹克运动会男子篮球比赛。